# Konkurs
 For alternative betydninger, se Konkurs (flertydig). (Se også artikler, som begynder med Konkurs)
 Denne artikel omhandler overvejende eller alene danske forhold. Hjælp gerne med at gøre artiklen mere almen.
En konkurs er en retlig behandling af en insolvent persons aktiver og gæld. I konkursmæssig sammenhæng betyder insolvens, at den insolvente ikke kan betale gældens ydelser, efterhånden som de forfalder. Insolvens er en betingelse for, at en person kan erklæres konkurs, jf. konkursloven (KL) § 17.

## Konkursbehandlingen
Ved konkursens start overgår alle aktiverne til et konkursbo, hvor en bobestyrer (kurator) passer på dem frem til afklaringen af, hvilke kreditorer skal have hvor meget. Herved undgås, at de enkelte kreditorer konkurrerer om at komme først til de enkelte aktiver.
Det er personens samlede aktiver der indgår i konkursboet. Aktiver som er afstået i en periode op til konkursen vil også kunne inddrages, idet visse dispositioner kan omstødes. Undtaget for fysiske personer er dog aktiver, der er nødvendige for et opretholde det beskedne hjem, efter reglerne i retsplejeloven § 509. Derudover er der undtagelser som f.eks. båndlagt arv.

## Udlodning
Ved en konkurs opdeles kreditorerne i grupper prioriteret efter kravenes art og tidspunktet for deres stiftelse. De lavere prioriterede kreditorgrupper tildeles først dividende når de højere prioriterede gruppers krav er fuldt indfriet. I den sidste gruppe tilgodeses kreditorerne forholdsmæssigt. Ikke dækkede kreditorer bevarer deres tilgodehavende overfor den konkursramte efter konkursens afslutning.